# 物理層
物理層（ぶつりそう、英: physical layer）は、OSI参照モデルにおける第一層。機器間の接続において、ケーブルや電磁波などの伝送媒体上で電気信号や光信号の形でデータを送受するための方法や手順が規定される。
物理層では上位層が要求する仕様を満たすような物理現象があることを前提としている。実装可能な物理層の仕様は利用する物理現象により制約され、その制約を超えた通信を行うことはできない。

## 概要
物理層は、NICやネットワークスイッチなどの機器において、データを生の物理量の形式で伝送媒体に送受する処理を受け持つ。TCP/IPではリンク層に相当し、代表的な実装にイーサネットがある。物理層レベルの処理を行う機器としてモデムやDSU・ONUがあり、LAN間接続ではリピータやリピータハブがある。
物理層の主な機能・役割には以下のものがある。
物理現象に適した伝送媒体の利用
電気通信のために銅線などの導体が、光通信のために光ファイバが、無線通信のために自由空間上の光・電磁波などが利用される。異なる伝送媒体をサポートするために挿抜可能なトランシーバモジュールを利用できる機器もある。
伝送媒体に適したデータ送受
一般に伝送路符号を用いてデータを適切なタイミングの電気信号パターンに変換し、この符号形式でビットまたはシンボルごとに送受する。電気信号は搬送波や赤外光に変調した形で光通信や無線通信を実現できる。信号の送受には伝送路の数に応じてシリアル通信・パラレル通信の方式がある。
機器間の接続互換性の保証
伝送媒体はケーブル・コネクタ・アンテナなどから構成され、その機械的仕様として最大距離長・コネクタ形状・ピン配置などが、電気的仕様として信号強度・インピーダンス・信号周波数・伝送速度などが共通化されている。イーサネットでは異なる複数の伝送速度のプロトコルを機器間で事前共有するオートネゴシエーション機能がある。
複数の機器による伝送媒体の共有
回線共有の接続形態はポイントツーポイント、マルチポイント、ポイント・ツー・マルチポイント通信があり、より広範にはネットワークトポロジにおいてバス型・スター型などと分類される。複数の端末からの同時アクセスを実現するために回線切替で処理したり、エコー除去やWDMなどで多重化したりする。特に機器間の双方向通信では送受切替する方式を半二重通信、送受同時処理するものを全二重通信と呼ぶ。方式によってはCSMA/CD・CSMA/CAのように第二層にあたるデータリンク層で処理する場合もある。
通信の信頼性と伝送効率の向上
イコライザ、フィルタ、クロック・データ・リカバリなどの信号処理や、さらなる信頼性向上のために誤り検出訂正などを適用することもある。

## 副層
ITU-T G.9960では、物理層をさらに階層構造に分けて、以下のような副層(サブレイヤ)を設けている。
| 副層                                         | 送信側(下方向)の動作                                        | 受信側(上方向)の動作                                                    |
| -------------------------------------------- | ----------------------------------------------------------- | ----------------------------------------------------------------------- |
| PCS (Physical Coding Sublayer, 符号化層)     | 上層のMII信号を符号化して下層のPMAに引き渡す                | 下層のPMAの読み取り値から元データを復号する、半二重動作時に衝突検出する |
| PMA (Physical Medium Attachment, 媒体接続部) | 上層のPCSの符号を電気信号として下層のPMDやMDIに出力する     | 下層のMDIやPMDの電気信号をクロック検出・数値変換して上層のPCSに引き渡す |
| PMD (Physical Medium Dependent, 媒体依存部)  | 上層のPMAからの電気信号を別の物理信号(光など)として出力する | 物理信号(光など)を検出し電気信号に変換する                              |

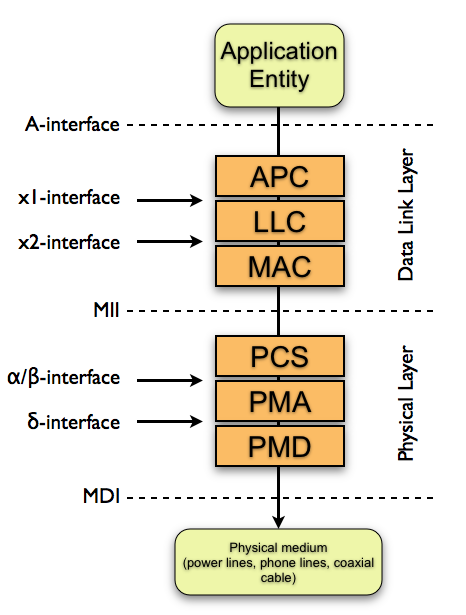
ITU-T G.hn(ホームネットワーク)で提案されたプロトコルスタック

これらの実装は各種通信規格によって異なる。以下では例としてイーサネットの物理層規格について記述する。

### LANケーブル規格
LANケーブル規格では多くの場合、PCS・PMAの2層と、さらにその下層にオートネゴシエーション処理層が設けられる。
- 1000BASE-TのPCSでは、GMII経由で入ってきた8ビットデータを五進数4桁(PAM5シンボル4個)に変換してPMAに引き渡す[8]。
- 2.5G/5G/10GBASE-TのPCSでは、XGMII経由で入ってきた64ビットデータ50個分を、十六進数1024桁(PAM16シンボル1024個)に変換してPMAに引き渡す[9]。
- 10メガビットイーサネットでは、PCSに相当するマンチェスタ符号処理部をPLS (Physical Signaling)と呼んでいた[10]。
- PMAでは、上記シンボルを電気信号として適切な電圧レベルで4対並列に入出力する。また、EEEのタイミング制御なども行う[11]。
- オートネゴシエーション処理層では、接続時に対応通信速度などを情報交換する信号を送受し、一致が見られたときのみ以降の主信号をPMAに引き渡す[12]。

### 光ファイバ規格
光ファイバ規格では、PCS・PMA・PMDの3層が設けられる。
- PCSでは、8b/10b変換や64b/66b変換などが行われ、さらに1000BASE-Xではここでオートネゴシエーションの処理も行う。
- 10GBASE-WではPMA-PCS間にWIS層があり、ここでSONET/SDH用の処理としてスクランブルが行われる[15]。
- 25Gbps以上の通信ではPMA-PCS間にFEC層がある場合があり、ここで誤り訂正が行われる[14]。
- PMAでは、PCSから来た変換データをシリアル電気信号としてPMDに出力したり、PMDから来たシリアル電気信号を読み取ってPCSに引き渡したりする(SerDes)[16]。
- PMDでは、主にSFPなどの光トランシーバとして実装され、ファイバ上の光信号と基板上の電気信号を相互変換する。

## PHY

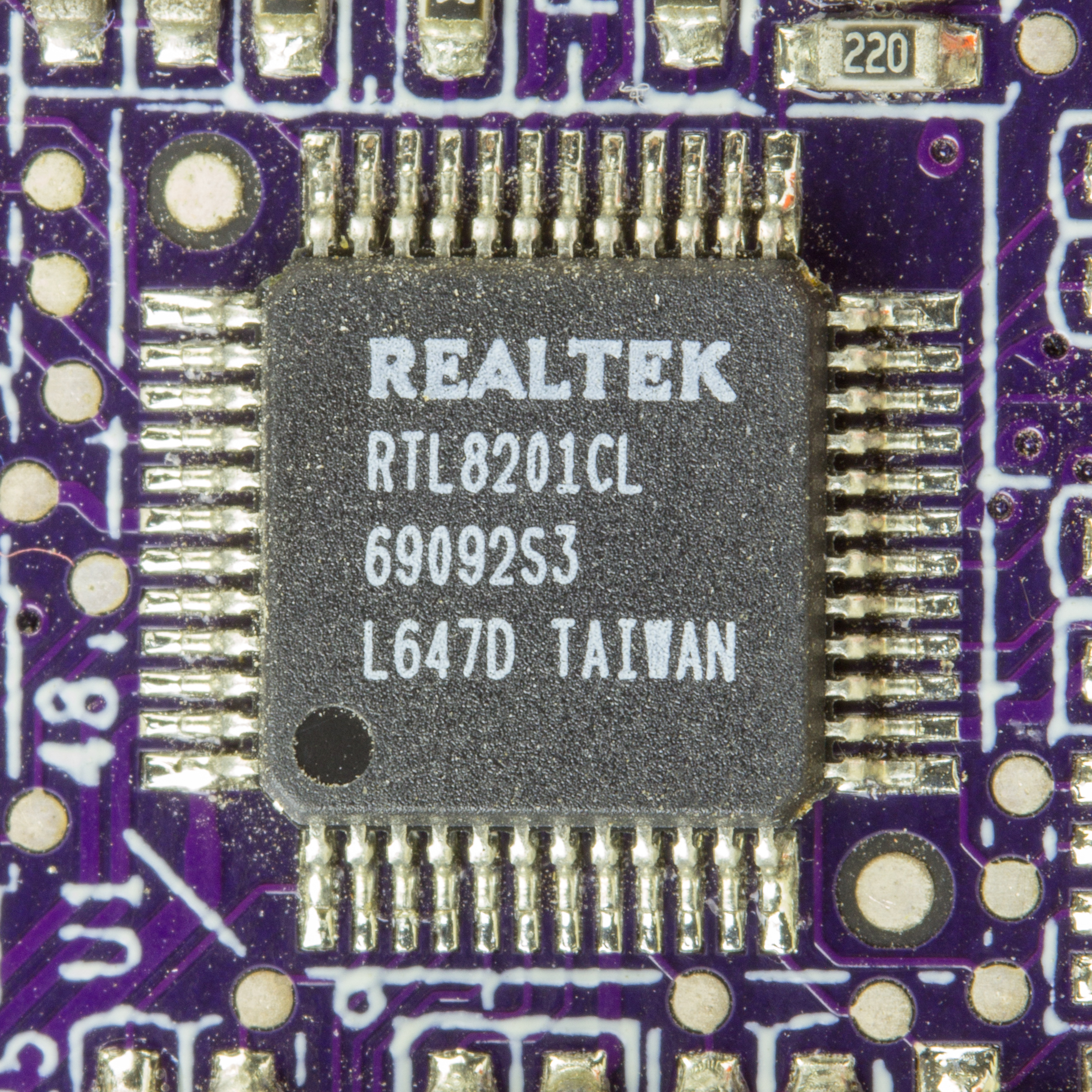
RTL8201イーサネットPHYチップ

物理層の機能を実装するために必要な回路やデバイス部品のことを特にPHY (ファイ、physical layerの略)と呼ぶ。第二層にあたるMAC (データリンク層デバイス) はPHYを介して伝送媒体に接続する。

### イーサネットPHY

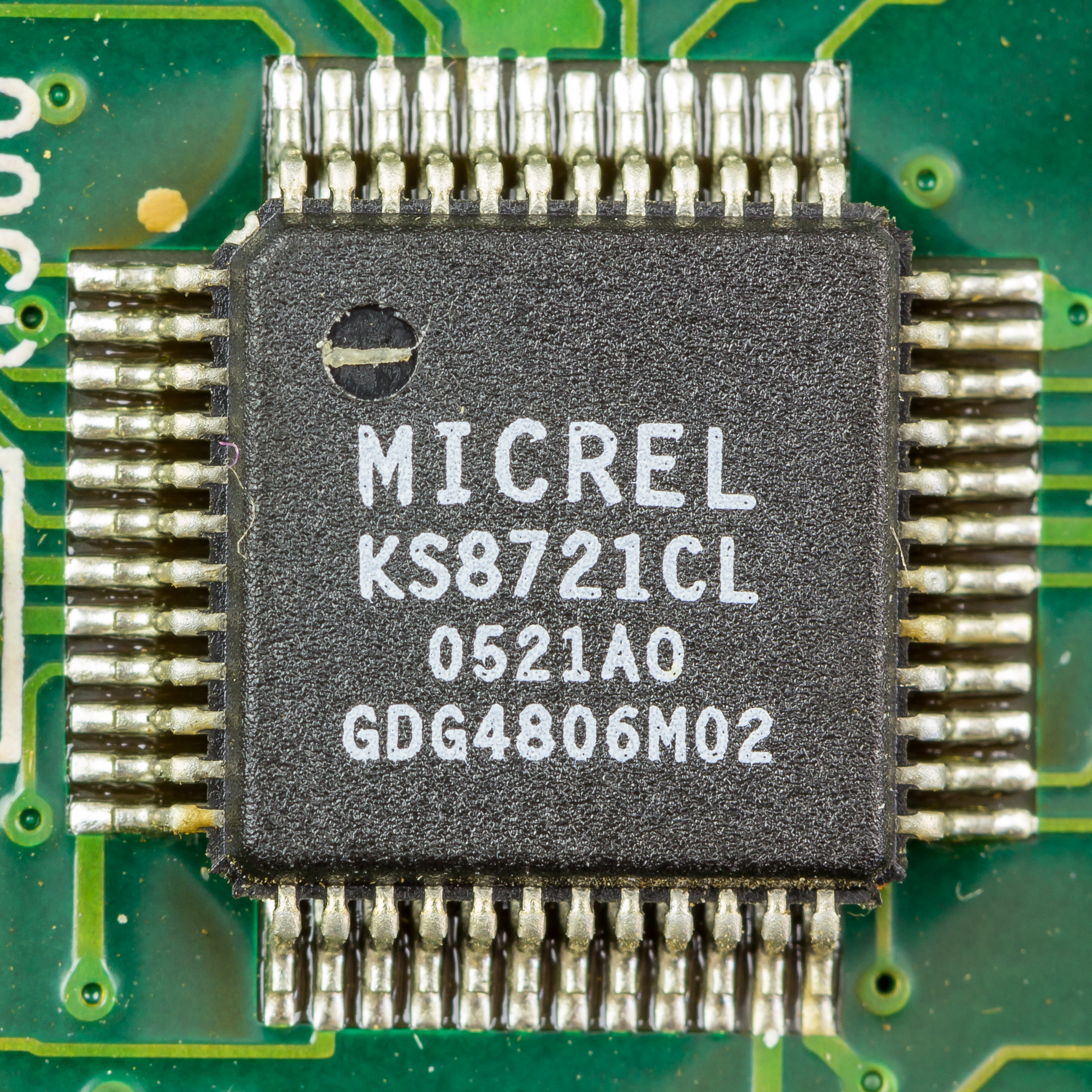
Micrel KS8721CL - 3.3V単一電源10/100BASE-TX/FX MII物理層トランシーバ

イーサネット機器の物理層の実装としてコンポーネント部品としたPHYは、MACへの物理的なアナログ接続を目的とする。通常、MII チップと組み合わせて用いるか、上位層の機能を引き受けるマイクロコントローラと接続する。イーサネットPHYは通常、PCSとPMAの両方の機能を含む。
より具体的には、イーサネットPHYは、イーサネットフレームのハードウェア送受信機能を実装するチップであり、イーサネット物理層（アナログ部分）とデータリンク層のパケット処理（デジタル部分）とを仲介する。MACアドレスの処理はデータリンク層の受け持ちであるため、通常PHYでは処理しない。同様に、Wake-on-LAN機能やブートROM機能はネットワークカード (NIC) に実装されているが、PHYとMACで機能的に1つのチップに統合することも、別々のチップに分けることもできる。
主な製品に以下のものがある。
- マイクロセミ（英語版）: SimpliPHY・SynchroPHYシリーズ VSC82xx/84xx/85xx/86xxファミリ
- マーベル・アラスカ: 88E1310 / 88E1310S / 88E1318 / 88E1318S シリーズ
- テキサス・インスツルメンツ: DP838xx ファミリ[19]
- インテル: 82574L など[20]
- ルネサス: ICS1890 など[21]
- Realtek: RTL8xxx ファミリ

### その他のPHY
無線LAN・Wi-FiPHYは、トランシーバとデジタルベースバンド部から構成される。トランシーバはRF（無線）、信号合成、アナログ部からなる。デジタルベースバンド部は、デジタルシグナルプロセッサ (DSP) および伝送路符号化を含む通信アルゴリズム処理を行う。これらのPHY部分は、System-on-a-chip (SOC) 実装においてMAC層と統合されることが一般的である。
USBPHYチップは、ホストや組み込みシステムのほとんどのUSBコントローラに統合されており、インターフェースのデジタル部分と変調部分の間の橋渡しをする。
IrDAIrDAの仕様には、データ転送の物理層に関するIrPHY仕様がある。
シリアルATA (SATA)VIA Technologies VT6421などのシリアルATAコントローラはPHYを使用する。

## 主な物理層の実装

### 電気通信ネットワーク
- DSL: ADSLなど
- ISDN
  - T-carrier (T1, T3 など)、ISDNの多重化
- イーサネット ツイストペアケーブル規格: 10BASE-T, 100BASE-TX, 1000BASE-T, 2.5GBASE-T, 5GBASE-T, 10GBASE-Tなど
- V.92
- 電力線搬送通信: HD-PLC, G.hn, HomePlugなど

### 小規模な電気インタフェイス
- USB
- IEEE 1394
- PCIe
- EIA RS-232, EIA-422, EIA-423, RS-449, EIA-485
  - RS-232C、EIA-574（当初はモデムやコンピュータ端末の接続のために開発されたシリアル通信規格）
- I²C, I²S
- CAN
- SPI
- LVDS
- シリアルATA
- 1-Wire

### 光通信ネットワーク
- イーサネット 光ファイバー規格: 100BASE-FX、1000BASE-SX、10GBASE-SRなど
- PDH
- SONET/SDH
- FDDI
- ファイバーチャネル
- Optical transport network（英語版）

### 無線通信
- WiFi, IEEE 802.11
- Bluetooth 物理層
- IEEE 802.15.4, ZigBeeなど
- 可視光通信: IEEE 802.15.7 など
- IrDA
- LoRa
- RCR STD-28 (PHS)
- LTE 物理層
- 5G通信 物理層
- 通信衛星